# Rita Moreira
Rita Moreira (São Paulo, 01 de novembro de 1944) é uma cineasta, jornalista e escritora brasileira. Seus documentários são especialmente famosos por envolverem questões sociais, geralmente dando ênfase à porções da sociedade colocadas à margem nos grandes centros urbanos e aos temas relacionados ao feminismo. Suas temáticas englobam desde crianças abandonadas e racismo até questões de gênero e sexualidade, sendo seus vídeos considerados um marco da abordagem feminista da década de 70 e 80.
Mudou-se para Nova Iorque em 1972 ao lado de sua companheira, a cineasta Norma Bahia Pontes. Lá, ambas estudaram vídeo documentário na New School for Social Reseach em Nova Iorque. Junto a Norma, produziu o vídeo Lesbian Mother (Mães Lésbicas, 1972) sobre mães em relacionamentos lésbicos e She Has a Beard (1975), em que aborda questões sobre a feminilidade relacionada aos pelos faciais em mulheres. O primeiro foi resultado do curso e foi o representante da New School no primeiro Festival de Vídeo de Tóquio. Já o segundo faz parte da série Living in New York City, um projeto pelo qual Norma recebeu uma bolsa da Fundação Gugennheim e ainda incluía o vídeo Walking Around (1977) com a temática da apreciação da cidade de Nova Iorque em si. O vídeo The Apartment (1975–56) também fez parte da mesma série.
De volta ao Brasil a partir da década de 1980, Rita Moreira produziu os vídeos A Dama do Pacaembu (1981), dirigido em parceria com Maria Luísa Leal, que mostra a vida de uma mulher em situação de rua na área nobre do bairro Pacaembu, e Temporada de Caça (1988), sobre homofobia no período da redemocratização. Em 1995, foi agraciada com a bolsa audiovisual conjunta das fundações Rockefeller-MacArthur-Lampadia no valor de quinze mil dólares para gravar O Outro e Eu.
Como jornalista, enquanto estava em Nova Iorque na década de 70 foi correspondente do semanário Opinião. Também escreveu para as revistas Realidade e Nova, além de trabalhar no editorial de órgãos como Nova Cultural, Globo, e Time-Life. Para a Nova Cultural, inclusive, foi a responsável pela seção de etimologia da Enciclopédia Larousse. Além disso, publicou livros de poesia, como Maria Morta em Mim (1963), escrito quando ainda tinha dezessete anos, A Hora do Maior Amor (1965), Perscrutando o Papaia (1999), e Coração de Ontem (2015).

## Filmografia[2][6]
- Lesbian Mother (Living in NYC Series) (1972)
- Lesbianism Feminism (1974)
- Born in a Prison (Living in NYC Series) (1974)
- On Drugs (Living in NYC Series) (1974)
- Walking Around (Living in NYC Series) (1974)
- She has a Beard (Living in NYC Series) (1975)
- The Apartment (Living in NYC Series) (1975)
- A Dama do Pacaembu (1981)
- As Sibilas (1987)
- Se o Rei Zulu já não pode andar nu (1987)
- A Raça na Praça (1988)
- Temporada de Caça (documentário) (1988)
- Terra Santa (1988)
- Dias de Euforia (1989)
- Febem: O Começo do Fim (1991)
- Aborto não é Crime (1995)
- O Outro e Eu (1997)
- Uma questão de gênero (1998)
- SOS Criança
- Diferenças
- Casa Aberta
- Brazil 2014: What do you know about? (2014)
- Caminhada Lésbica por Marielle (2018)
- Ti-Grace Atkinson: Uma biografia de ideias (2019)